# دشت‌خوان تاج‌حنایی
دشت‌خوان تاج‌حنایی (نام علمی: Eremomela badiceps) نام یک گونه از سرده دشت‌خوان است.